# Texasi hikoridió
A texasi hikoridió (Carya texana) a bükkfavirágúak (Fagales) rendjébe sorolt diófafélék (Juglandaceae) családjában a hikoridió (Carya) nemzetségben a valódi hikorik (Carya fajcsoport) egyik faja. „Fekete hikori” (black hickory) néven is ismert.

## Származása, elterjedése
Az atlantikus–észak-amerikai flóraterület préri flóratartományának déli részén endemikus, de már az atlanti–mexikói flóratartományban is ültetik.

## Megjelenése, felépítése
Kérge sötétszürke-fekete. Ágai gyakran rövidek, görbék. Hajtásai az ág aljáról lefelé, a felső részéről fölfelé nőnek.
Fő ismertető jegye, hogy rügyeit rozsdás színű, hullámos szélű rügypikkelyek borítják. Kopáncsa és a levelek fonáka is pikkelyes.
Kis, barna, gömbölyded diója vastag héjú. A kopáncs is vastag, kb. 5 mm.

## Életmódja, termőhelye
Eredeti termőhelyein száraz, sekély termőrétegű talajokon nő tölgyek elegyfájaként.

## Nemesített fajtái, hibridei
Egyetlen elismert fajtája az Aber.
- A vízi hikoridióval (Carya aquatica) alkotott hibride a Carya x ludoviciana.
- A nemezes hikoridióval (Carya tomentosa) alkotott hibride a Carya x collina.

## Felhasználása
Haszonnövényként védelemre nem szorul. Főleg fáját hasznosítják, de néha a dió belét is megeszik.

## Képek

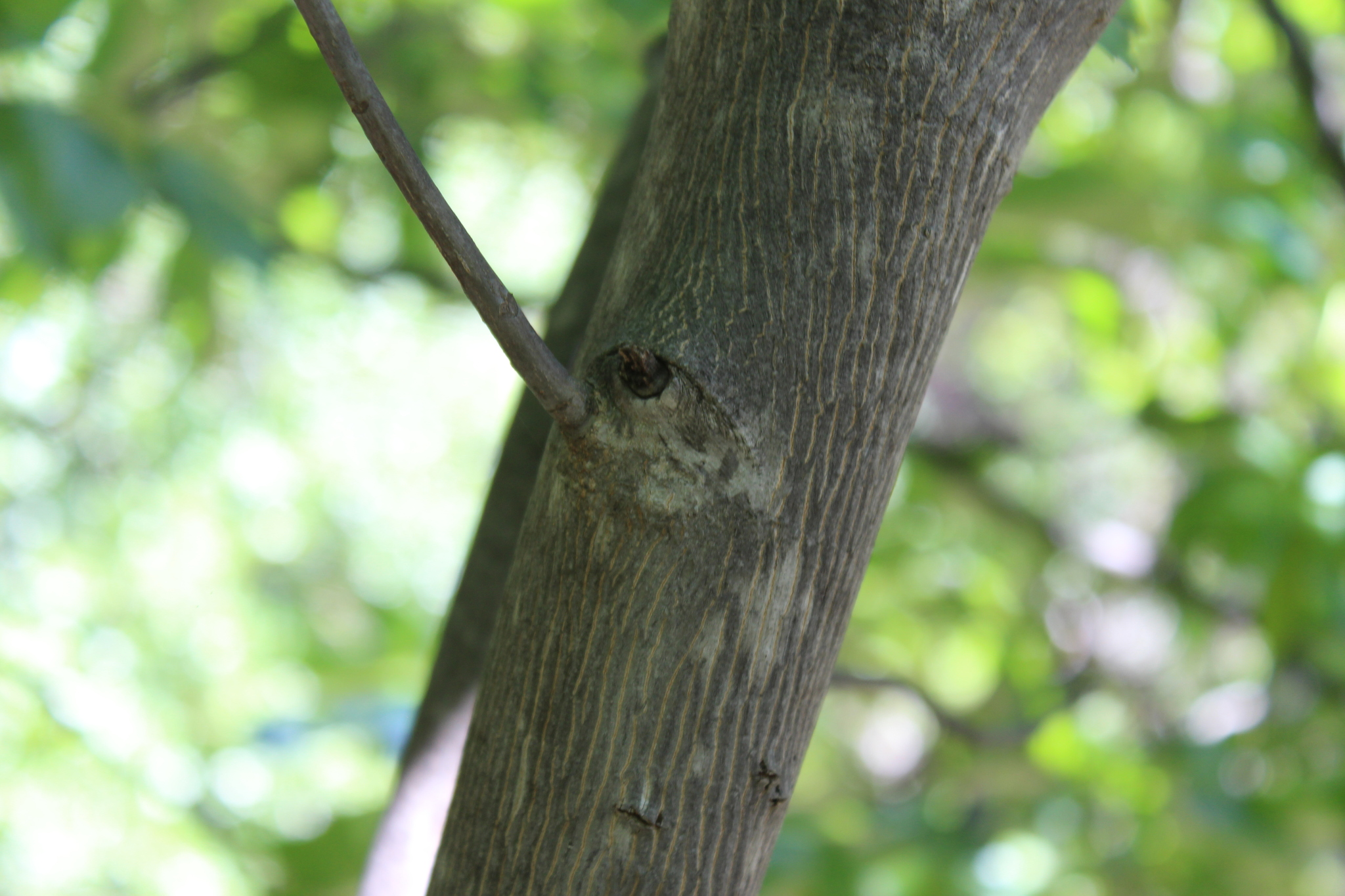
Fiatal kérge
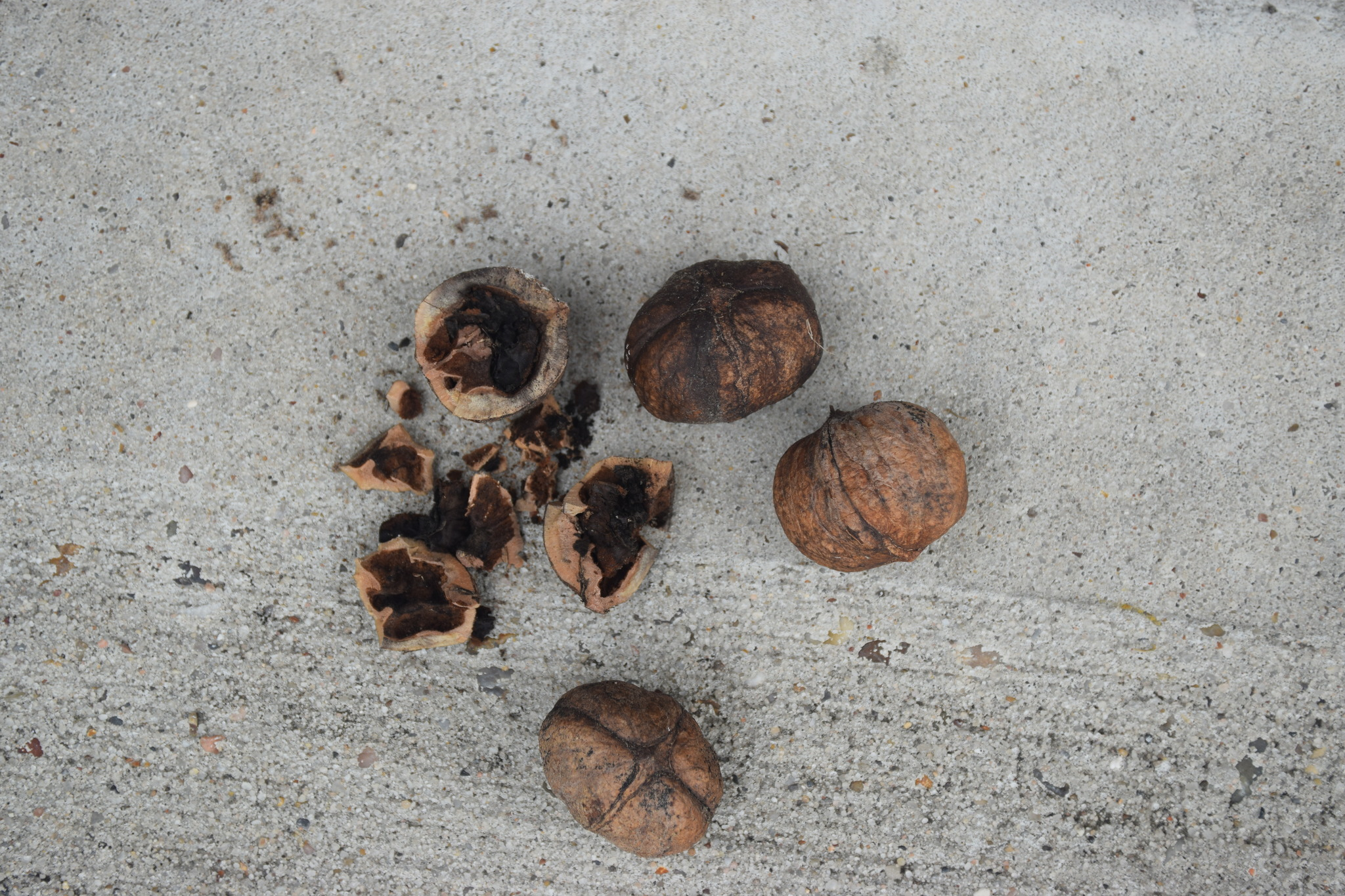
Vastag héjú diói